# Cerithiopsis kinoi
Cerithiopsis kinoi är en snäckart som beskrevs av Baker, Hanna och Strong 1938. Cerithiopsis kinoi ingår i släktet Cerithiopsis och familjen Cerithiopsidae. Inga underarter finns listade i Catalogue of Life.